# Золнхофен
Золнхофен (њем. Solnhofen) општина је у њемачкој савезној држави Баварска. Једно је од 27 општинских средишта округа Вајсенбург-Гунценхаузен. Према процјени из 2010. у општини је живјело 1.749 становника. Посједује регионалну шифру (AGS) 9577168.

## Географски и демографски подаци
Золнхофен се налази у савезној држави Баварска у округу Вајсенбург-Гунценхаузен. Општина се налази на надморској висини од 410 метара. Површина општине износи 13,5 km². У самом мјесту је, према процјени из 2010. године, живјело 1.749 становника. Просјечна густина становништва износи 129 становника/km².